# Skillfactory
Skillfactory (Скиллфэ́ктори, дословно — «Фабрика навыков») — российская компания в сфере онлайн-образования, основанная в 2016 году. С 2021 года компания принадлежит VK через холдинг образовательных сервисов Skillbox Holding.
Skillfactory предлагает курсы по Data Science, аналитике данных, программированию, IT-менеджменту. Параллельно компания развивает школу дизайна Contented.
По состоянию на 2022 год, каждый месяц в Skillfactory обучаются около 75 тысяч человек. На сегодня это ведущая образовательная платформа в области обучения программированию и анализу данных.

## История и развитие
Образовательная платформа Skillfactory основана в 2016 году Александром Турилиным и Александром Ерошкиным. В конце 2018 года третьим совладельцем Skillfactory стал Павел Астафуров.
В начале 2020 года Skillfactory объединилась со школой дизайна Contented, а основатель Contented Евгений Стройнов получил долю в компании. Онлайн-школа Contented осталась сфокусированной на продуктах в области обучения дизайну и креативным профессиям, а Skillfactory — на работе с данными и программировании.
В июле 2020 года VK инвестировала в Skillfactory, получив 18,31 % акций и опцион на покупку дополнительной доли. В октябре 2021 года VK приобрела контрольную долю в Skillfactory (сейчас она составляет 63,75 %). В сентябре 2023 года VK увеличил свою долю до 100 %.
В 2021 году Skillfactory присоединилась к «Цифровым профессиям» в рамках реализации национальной программы «Цифровая экономика Российской Федерации».
В марте 2021 года основатели Skillfactory Александр Турилин и Александр Ерошкин запустили новый EdTech-проект в Индии — онлайн-курсы Coding Invaders.

## Программы обучения
В Skillfactory существует три основных направления: Data Science, аналитика данных и программирование. Отдельно стоит школа дизайна и креативных специальностей Contented, а также школа основ цифровых профессий.
Весной 2020 года Skillfactory вместе с НИТУ «МИСиС» при поддержке VK создали совместную онлайн-магистратуру «Наука о данных». В программе приняли участие NVidia, Ростелеком и Университет НТИ «20.35».
В июне 2020 году в партнёрстве с HeadHunter и «ВКонтакте» компания запустила интернет-колледж с бесплатными интенсивами по основам digital-профессий.
В сентябре 2020 года появился новый образовательный формат — онлайн-интенсивы по Data Science и аналитике данных.
В 2022 году Skillfactory и МФТИ запускают три совместные программы онлайн-магистратуры — «Науки о данных», «Управление IT-продуктами» и «Прикладной анализ данных в медицинской сфере».